# 5-Sulfosalicylsäure
5-Sulfosalicylsäure ist eine chemische Verbindung aus der Gruppe der Sulfobenzoesäure-Derivate. Es ist ein weißer kristalliner Feststoff mit leicht stechendem Geruch.

## Verwendung
5-Sulfosalicylsäure dient als Indikator in der Komplexometrie, bevorzugt bei der Bestimmung von Eisen(III) im sauren Medium (pH ≈ 2,5). Die Bestimmung des Eisens verläuft ähnlich wie bei Verwendung von Tiron. Der Farbumschlag erfolgt von Rot nach Gelb.

### Anwendung
Eisen(III) bildet mit 5-Sulfosalicylsäure einen roten Chelatkomplex. Um eine vollständige Bestimmung des Eisens zu ermöglichen, muss eventuell vorhandenes Eisen(II) zu Eisen(III) oxidiert werden. Bei der Titration mit EDTA wird das Eisen aus dem Chelatkomplex verdrängt; die Bestimmung endet beim Verschwinden der Rotfärbung, wobei der Umschlag mitunter schleppend sein kann. Die Bestimmung ist relativ selektiv. Mangan, Cobalt, Nickel, Kupfer und Zink stören nicht. Da die Erdalkalimetalle mit EDTA im schwach basischen gepufferten Medium titriert werden, stören diese ebenfalls nicht.
Wenn man Eisen(II)-Salze mit 5-Sulfosalicylsäure und Ammoniaklösung versetzt, erhält man einen gelben Komplex, der bei 405 nm photometriert werden kann.